# Ernst Kaller
Ernst Kaller (* 27. März 1898 in Beuthen; † 1. November 1961 in Essen) war ein deutscher Organist und Hochschullehrer.
Kaller studierte von 1922 bis 1926 bei Karl Straube in Leipzig. Es folgte ein Studium der Musikwissenschaft in Freiburg im Breisgau. Von 1927 bis 1934 lehrte er an der Städtischen Musikschule Freiburg i. Br. als Leiter der Orgelklasse. 1934 wurde er als Leiter der Abteilung Katholische Kirchenmusik an die Folkwangschule nach Essen berufen. 1948 erfolgte die Berufung zum Professor.

## Schüler
- Peter Bares[2]
- Herbert Callhoff
- Hans-Dieter Möller

## Veröffentlichungen
- Orgelschule (2 Bände)
- Liber Organi (9 Bände)